# 堅田 (砲艦)
| 堅田               |                                                       |
| 艦歴               |                                                       |
| 計画               | 1920年度                                              |
| 起工               | 1922年4月29日（日本） 1923年1月25日（上海、工事着手） |
| 進水               | 1923年7月16日（上海）                                 |
| 完成               | 1922年11月（日本）                                    |
| 就役               | 1923年10月20日                                        |
| 除籍               | 1947年5月3日                                          |
| 性能諸元（竣工時） |                                                       |
| 排水量             | 基準：330t 常備：338t 公試：383t                      |
| 全長               | 56.08m                                                |
| 全幅               | 8.23m                                                 |
| 吃水               | 1.02m （公試平均）                                    |
| 主缶               | ロ号艦本式混焼缶2基                                   |
| 主機               | 直立2段膨張レシプロ2基2軸 2,100hp                     |
| 速力               | 16.0kt                                                |
| 航続距離           | 1,750NM / 10.0kt （石炭20t 重油74t）                  |
| 乗員               | 62名                                                  |
| 兵装               | 40口径8cm単装高角砲2門 留式7.7mm機銃6挺               |

堅田（かたた）は、日本海軍の砲艦。勢多型砲艦の4番艦である。

## 歴史
1922年11月、播磨造船所においてに完成。それを解体し上海に輸送、東華造船会社で組立てを行い、1923年10月20日に竣工、二等砲艦に類別された。
1931年6月1日、砲艦に類別変更。翌年の第一次上海事変において、上海や長江方面の警備に従事した。1937年7月から開始した支那事変において、上海陸上作戦の支援、長江遡行作戦に加わった。
1941年12月、太平洋戦争が勃発。堅田は揚子江部隊に加わって活動したり、漢口から上海までを往来して警備任務についていた。1942年5月から9月の間、浙贛作戦に参加。堅田は他の砲艦2隻、特設砲艇4隻と組んで洞庭湖部隊として、陸軍部隊の作戦に呼応して湖内に進入し、敵拠点に砲撃を加えた。
1944年10月1日に軍艦から除かれ艦艇の砲艦に類別が変更された。1945年4月2日、九江で米空軍機の攻撃を受け大破着底し、その後引揚げられ、終戦時には上海で曳航された状態であった。1947年5月3日に除籍された。

## 艦長
艤装員長
- 土居政道 少佐：1923年1月20日[3] - 1923年10月20日[4]

艦長
- 土居政道 少佐：1923年10月20日[4] - 1924年2月5日[5]
- 須賀彦次郎 少佐：1924年2月5日 - 1924年6月21日[6]
- 後藤英次 少佐：1924年6月21日 - 1924年7月15日[6]
- 樋口通達 少佐：1924年7月15日[7] - 1925年12月1日[8]
- 加藤正 少佐：1925年12月1日[8] - 1927年6月1日[9]
- 浜屋七平 少佐：1927年6月1日[9] - 1928年5月10日[10]
- 須賀彦次郎 少佐：1928年5月10日 - 1930年1月15日[6]
- 伊藤賢三 少佐：1930年1月15日 - 1932年1月28日[11]
- 木村昌福 少佐：1932年1月28日 - 1932年9月20日[6]
- 松良考行 中佐：1932年9月20日 - 1933年11月15日[6]
- 古賀善吾 中佐：1933年11月15日[12] - 1934年11月15日[13]
- 鎌田正一 中佐：1934年11月15日[13] - 1936年12月1日[14]
- 川瀬薫 少佐：1936年12月1日[14] - 1937年11月15日[15]
- 藤谷安宅 中佐：1937年11月15日[15] - 1938年12月1日[16]
- 斎藤泰蔵 中佐：1938年12月1日 - 1940年4月15日[6]
- 多田野佐七郎 中佐：1940年4月15日[17] - 1940年10月1日[18]
- 山本政治 少佐：1940年10月1日[18] - 1941年9月10日[19]
- 松崎辰治 少佐：1941年9月10日[19] -

## 同型艦
- 勢多 - 比良 - 保津 - 堅田

## 参考資料
- 呉市海事歴史科学館編『日本海軍艦艇写真集 航空母艦・水上機母艦』ダイヤモンド社、2005年。
- 海軍歴史保存会『日本海軍史』第7巻、第9巻、第10巻、第一法規出版、1995年。
- アジア歴史資料センター（公式）
  - レファレンスコード：C12070078300 海軍大臣達『２月』 (大正10年2月)